# Primera División (Chile) 1994
Die Primera División 1994, auch unter dem Namen Campeonato Nacional Copa Banco del Estado 1994 bekannt, war die 62. Saison der Primera División, der höchsten Spielklasse im Fußball in Chile.
Die Meisterschaft gewann das Team von Universidad de Chile, das seinen 8. Meisterschaftstitel gewinnen konnte. Für die Copa Libertadores qualifizierte sich neben dem Meister Universidad Católica über die Liguilla zur Copa Libertadores. An der Copa Conmebol 1994 nahm der Sieger der Playoffs Universidad de Chile teil. Die Copa Chile 1994 gewann CSD Colo-Colo.
Die beiden Aufsteiger Rangers de Talca und CD Cobresal stiegen direkt in die zweite Liga ab.

## Modus
Die 16 Teams spielen jeder gegen jeden mit Hin- und Rückspiel. Meister ist die Mannschaft mit den meisten Punkten und qualifiziert sich für die Copa Libertadores. Bei Punktgleichheit entscheidet ein Entscheidungsspiel um die bessere Position, wenn es um die Meisterschaft geht. In den anderen Fällen entscheidet das Torverhältnis. Die letzten zwei Teams der Tabelle steigen in die zweite Liga ab. Der Dritt- und Viertletzte der Tabelle spielen eine Liguilla mit zwei Zweitligateams. Der Erstplatzierte dieser Liguilla spielt in der Folgesaison erstklassig, die anderen beiden Teams zweitklassig. Der zweite Startplatz der Copa Libertadores wird durch eine Liguilla, an der die Mannschaften der Plätze 2 bis 5 teilnehmen, ausgespielt. Bei Punktgleichheit des ersten oder zweiten Platzes gibt es ein Entscheidungsspiel.

## Teilnehmer
Die Absteiger der Vorsaison Deportes Iquique, Deportes Concepción und Deportes Melipilla wurden durch die Aufsteiger Rangers de Talca, CD Cobresal und Regional Atacama ersetzt. Folgende Vereine nahmen daher an der Meisterschaft 1994 teil:
| Mannschaft           | Stadt             |
| -------------------- | ----------------- |
| CD Cobreloa          | Calama            |
| CD Cobresal          | El Salvador       |
| CSD Colo-Colo        | Santiago de Chile |
| Coquimbo Unido       | Coquimbo          |
| Deportes Antofagasta | Antofagasta       |
| Deportes La Serena   | La Serena         |
| Deportes Temuco      | Temuco            |
| Everton              | Viña del Mar      |
| CD O’Higgins         | Rancagua          |
| CD Palestino         | Santiago de Chile |
| Provincial Osorno    | Osorno            |
| Rangers de Talca     | Talca             |
| Regional Atacama     | Copiapó           |
| Unión Española       | Santiago de Chile |
| Universidad Católica | Santiago de Chile |
| Universidad de Chile | Santiago de Chile |

## Tabelle
| Pl.                                | Verein               | Sp. | S  | U  | N  | Tore    | Diff. | Punkte |
| ---------------------------------- | -------------------- | --- | -- | -- | -- | ------- | ----- | ------ |
| 1.                                 | Universidad de Chile | 30  | 21 | 7  | 2  | 071:280 | +43   | 49     |
| 2.                                 | Universidad Católica | 30  | 21 | 6  | 3  | 084:260 | +58   | 48     |
| 3.                                 | CD O’Higgins         | 30  | 13 | 13 | 4  | 045:380 | +7    | 39     |
| 4.                                 | CSD Colo-Colo (M)    | 30  | 12 | 12 | 6  | 052:340 | +18   | 36     |
| 5.                                 | CD Cobreloa          | 30  | 10 | 13 | 7  | 061:480 | +13   | 33     |
| 6.                                 | Regional Atacama (N) | 30  | 13 | 5  | 12 | 051:410 | +10   | 31     |
| 7.                                 | Unión Española (P)   | 30  | 14 | 3  | 13 | 055:490 | +6    | 31     |
| 8.                                 | Deportes Temuco      | 30  | 10 | 11 | 9  | 044:380 | +6    | 31     |
| 9.                                 | Deportes Antofagasta | 30  | 11 | 6  | 13 | 036:450 | −9    | 28     |
| 10.                                | Everton              | 30  | 11 | 6  | 13 | 036:550 | −19   | 28     |
| 11.                                | CD Palestino         | 30  | 10 | 5  | 15 | 041:550 | −14   | 25     |
| 12.                                | Deportes La Serena   | 30  | 7  | 11 | 12 | 032:470 | −15   | 25     |
| 13.                                | Coquimbo Unido       | 30  | 8  | 9  | 13 | 030:450 | −15   | 25     |
| 14.                                | Provincial Osorno    | 30  | 6  | 9  | 15 | 030:570 | −27   | 21     |
| 15.                                | CD Cobresal (N)      | 30  | 3  | 9  | 18 | 032:520 | −20   | 15     |
| 16.                                | Rangers de Talca (N) | 30  | 2  | 11 | 17 | 027:690 | −42   | 15     |
| Quelle: rsssf.org, Stand: Endstand |                      |     |    |    |    |         |       |        |

| (M) | Vorjahresmeister     |
| (P) | Vorjahrespokalsieger |
| (N) | Aufsteiger           |

## Beste Torschützen
| Rang | Spieler          | Klub                 | Tore |
| ---- | ---------------- | -------------------- | ---- |
| 1    | Alberto Acosta   | Universidad Católica | 33   |
| 2    | Mario Araya      | Universidad de Chile | 27   |
| 3    | Alejandro Glaría | CD Cobreloa          | 24   |
| 4    | Malcom Moyano    | CD O’Higgins         | 15   |
| 5    | Luka Tudor       | Universidad Católica | 14   |

## Liguilla um die Copa Libertadores
| Pl. | Verein               | Sp. | S | U | N | Tore    | Diff. | Punkte |
| --- | -------------------- | --- | - | - | - | ------- | ----- | ------ |
| 1.  | Universidad Católica | 3   | 2 | 1 | 0 | 009:400 | +5    | 05     |
| 2.  | CD Cobreloa          | 3   | 2 | 0 | 1 | 006:600 | ±0    | 04     |
| 3.  | CD O’Higgins         | 3   | 0 | 2 | 1 | 006:900 | −3    | 02     |
| 4.  | CSD Colo-Colo        | 3   | 0 | 1 | 2 | 004:600 | −2    | 01     |

## Playoff um die Copa Conmebol
|                      | Ergebnis |              |
| -------------------- | -------- | ------------ |
| Universidad de Chile | 1:0      | CD O’Higgins |

Damit nimmt Universidad de Chile an der Copa Conmebol 1994 teil.

## Relegationsspiele
|                   | Gesamt |                    | Hinspiel | Rückspiel |
| ----------------- | ------ | ------------------ | -------- | --------- |
| Coquimbo Unido    | 4:2    | Deportes Colchagua | 3:1      | 1:1       |
| Provincial Osorno | 3:0    | Fernández Vial     | 3:0      | 0:0       |

Damit bleiben die beiden Erstligisten Coquimbo Unido und Provincial Osorno in der Primera División.